# Alef-ett
Alef-ett, {\displaystyle \aleph _{1}}, är kardinaltalet för mängden av alla uppräkneligt oändliga ordinaltal. Enligt den så kallade kontinuumhypotesen är detta kardinaltal lika med kardinaltalet för mängden av alla reella tal, det vill säga {\displaystyle \aleph _{1}=2^{\aleph _{0}}}.